# Château des Rochères
Le château des Rochères, est situé au lieu-dit Les Rochères, dans la commune de Meslay-du-Maine, dans le département de la Mayenne, en région Pays de la Loire, en France.

## Histoire
En 1799, la maison sur l'ancien domaine est signalée par Maréchal, commissaire à Parné, comme l'arsenal des chouans entre Laval et Château-Gontier ; «  Il sait même que la poudre est dans une cave profonde ayant une porte de fer ».

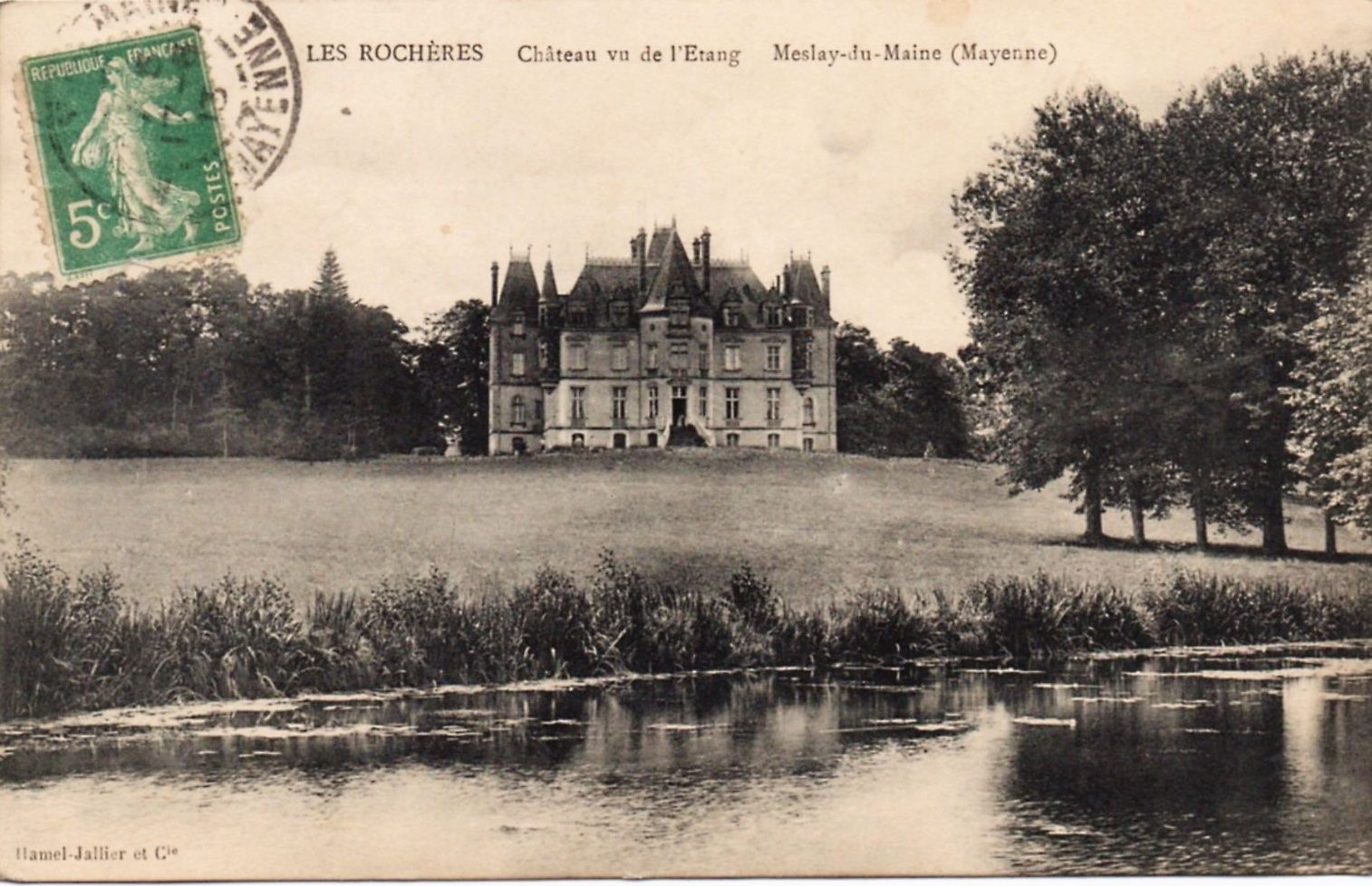
Le château des Rochères, vu de l'étang

L'édifice actuel de style Renaissance avec chapelle, est construit en 1857-1859 sur le site d'un ancien château par l'architecte Pierre-Félix Delarue pour Pauline Carré du Rocher et son époux, Gabriel Pineau de Viennay.
D'après une description de l'abbé Angot au XIXe siècle: « Château moderne à double façade : au nord, pavillon central à pans coupés et deux tourillons encorbellés, en mosaïque de briques ; au sud, trois pavillons rectangulaires. Vue de l'église dominant le bourg de Meslay par-dessus la futaie qui borde une immense prairie où se creuse un vallon arrosé par des canaux et une large pièce d'eau. Allée de 500 mètres plantée de chênes ».
À partir de 1939, le château et le terrain alentour de 5 hectares est réquisitionné pour le Camp des Rochères et de la Poterie.

## Propriétaires successifs
- 1830 - Joseph Le Breton de Villeneuve, donataire de Madame Dubois-Beauregard.
- 1855 - Vendu par les héritiers de Bonne Lebreton, veuve de N. Tanquerel de La Panissaie, à Étienne Carré du Rocher (1791-1857)[1],[2].
- 1857 - Pauline Carré du Rocher (1814-1888)[3], épouse de Gabriel Pineau de Viennay[4], fille d'Étienne Carré du Rocher et d'Anne-Pauline Bucher de Chauvigné.
- 1897 - Comtesse de Viennay, née Titaire de Glatigny[5].
- 1927 - Comte Henri de La Bourdonnaye-Montluc et comtesse née Yvonne de Danne[6].